# Mondouzil
Mondouzil är en kommun i departementet Haute-Garonne i regionen Occitanien i södra Frankrike. Kommunen ligger i kantonen Toulouse 8e Canton som tillhör arrondissementet Toulouse. År 2022 hade Mondouzil 213 invånare.

## Befolkningsutveckling
Antalet invånare i kommunen Mondouzil
Referens:INSEE